# Enkelados
Enkelados ((græsk): Ἐγκέλαδος) var en gigant i den græske mytologi.
Efter at de olympiske guder havde gjort oprør og kastet titanerne ned i Tartaros, den dybeste del af underverdenen, ønskede Gaia hævn. Gaia havde elsket sine børn; titanerne. I protest mod de olympiske guder skabte hun uhyret Tyfon og senere giganterne. Der er overleveret navne på ca. 150 giganter, der var dødelige kæmper. Under Gigantomachien angreb giganterne Olympen og de olympiske guder. Samtidig ledte de efter livets urt, der ville gøre dem udødelige, så de olympiske guder udnyttede denne søgen til at nedkæmpe dem. Athene dræbte Enkelados og hans krop udgør i dag kernen af Sicilien.
Saturns måne Enceladus har fået navn efter giganten.